# Величко (станція)
Вели́чко — вантажна тупикова залізнична станція Лиманської дирекції Донецької залізниці на лінії Сіль — Величко. Розташована у місті Соледар Бахмутського району Донецької області, за 4 км від станції Сіль.
Станція обслуговує ДП «Артемсіль» та здійснює лише вантажні перевезення.